# André Léveillé
Pour les articles homonymes, voir Léveillé.
André Émile Léveillé est un peintre français né le 9 mai 1880 à Lille et mort le 24 décembre 1962 à Paris,.

## Biographie
Fils d'Alphonse Léveillé, voyageur de commerce originaire de l'Orne, et de Laure Philippon, André Léveillé grandit à Lille. Autodidacte, il se lance dans le dessin et la peinture et s'installe à Paris. Il y épouse Marie-Louise Castel en 1905. Peintre de genre, de paysage et de portraits, André Léveillé débute au Salon des indépendants de 1913, avec des toiles au caractère décoratif, utilisant les tons camaïeu et des touches pointillistes. Il produit même quelques années durant des œuvres aux accents cubistes.
En 1915, il expose au Salon des artistes des pays envahis une toile (Chantier à Paris) acquise par l’État. En 1917, l’État acquiert La Chapelle Sainte-Claude, présentée au Salon des indépendants. Dans les années 1920, il expose régulièrement des scènes de genre, des portraits et des bouquets à Paris à la galerie Barbazanges et à la galerie Bernheim (1928). En 1925, il prend part comme décorateur à l'Exposition des Arts décoratifs, où il dessine des bijoux pour le joaillier Georges Fouquet. En 1929, l’État lui achète pour le musée du Luxembourg La Route de Bourgogne, présentée au Salon des indépendants la même année. Ami du peintre Paul Signac, dont il réalise le portrait, André Léveillé participe activement à la vie artistique parisienne des années 1930. En 1935-1936, il organise et expose ses œuvres dans le « Train-exposition des Artistes » qui parcourt le grand Nord de la France. Il s'essaye également à la céramique. Durant sa carrière, André Léveillé croque Paris et ses monuments, le Nord de la France, la Bretagne et ses calvaires (1910-1918), la Normandie, la Bourgogne et Auxerre. Très croyant, ses sorties de messe et sa proximité avec les Ateliers d'art sacré expriment sa foi chrétienne.

## Au Palais de la découverte
Dès 1935, André Léveillé est nommé par Jean Perrin comme secrétaire général à la tête du Palais de la découverte à Paris qu'il  dirige de 1946 jusqu'en 1960. Dans l'article « D’ombres et de lumières. L’exposition de 1937 et les premières années du Palais de la Découverte au prisme du transnational » de la Revue germanique internationale de 2015, Andrée Bergeron et Charlotte Bigg peignent le portrait d'un acteur oublié : André Léveillé et mettent en évidence le rôle majeur qu'il a joué pour la mise en place et le développement de cet établissement emblématique de la culture scientifique. Elle sortent de l'ombre son rôle tout aussi majeur au sein de l'Organisation des Nations unies pour l'éducation, la science et la culture (UNESCO) pour la création en 1946 du Conseil international des musées (ICOM)  qui a pour vocation la promotion et le développement des musées et de la profession muséale au niveau international.

« Si le côté profondément humain de cette œuvre, où le peuple tout entier est convié à communier avec les plus grands esprits dans une haute passion spirituelle marque le Palais de la Découverte, un autre caractère l’ennoblit également : œuvre de conception, d’initiative, et de réalisation française, le Palais de la Découverte est orienté vers un internationalisme, un universalisme qui est bien dans la tradition humaniste de la France. Par là, il apparaît que la découverte scientifique est souvent une longue chaîne dont les maillons portent les couleurs des nations les plus diverses. »

— André Léveillé

## Œuvres dans les collections publiques
- Auxerre, musée Saint-Germain : La Vieille Bourguignonne.
- Paris :
  - musée Carnavalet : Le Central téléphonique de la rue Bergère (9e arrondissement, Paris), entre 1915 et 1925, huile sur toile[8].
  - musée national d'Art moderne : Ferme et prairie en Bourgogne, 1928, huile sur toile.
- Sens, Musée de Sens.

## Distinction
- Officier de la Légion d'honneur en 1938.